# 镇南峰石刻
镇南峰石刻，位于中国广西壮族自治区桂林市镇南峰，为一个省级文物保护单位，类型为石刻，为第二批广西壮族自治区文物保护单位，公布时间为1981年8月25日。
镇南峰石刻的历史年代为唐～宋。